# Бідайик (Цілинний сільський округ)
Бідайи́к (каз. Бидайық) — село у складі Жанааркинського району Улитауської області Казахстану. Входить до складу Оринбайського сільського округу.
Населення — 87 осіб (2021; 185 у 2009, 160 у 1999, 178 у 1989).
Національний склад станом на 1989 рік:
- казахи — 30 %;
- росіяни — 28 %.

У радянські часи село називалось також Бідайик 2-й.